# Saint-Christophe (Eure-et-Loir)
Saint-Christophe é uma comuna francesa na região administrativa do Centro, no departamento de Eure-et-Loir. Estende-se por uma área de 6,13 km². Em 2010 a comuna tinha 161 habitantes (densidade: 26,3 hab./km²).